# Curcani (okręg Konstanca)
Curcani – wieś w Rumunii, w okręgu Konstanca, w gminie Cobadin. W 2011 roku liczyła 4 mieszkańców.